# گلبورن بلو
گلبورن بلو (به انگلیسی: Golborne Bellow) یک روستا در بریتانیا است که در Tattenhall and District واقع شده‌است. گلبورن بلو ۸۹ نفر جمعیت دارد.